# Glinno (jezioro w powiecie bytowskim)
Glinno (kaszb. Jezero Glenkowsczé) – jezioro rynnowe położone na Pojezierzu Bytowskim (powiat bytowski, województwo pomorskie) na terenie gmin Studzienice i Parchowo. Miejscowościami położonymi nad jeziorem są osada Glinowo-Leśniczówka (na północy) i Półczno (na południu), na wschód od jeziora znajduje się wieś Nakla.
Według urzędowego spisu opracowanego przez Komisję Nazw Miejscowości i Obiektów Fizjograficznych (KNMiOF) nazwa tego jeziora to Glinno. W różnych publikacjach i na mapach topograficznych jezioro to występuje pod nazwą Glinowskie.
Powierzchnia zwierciadła wody według różnych źródeł wynosi od 53 ha przez 57,5 ha do 60,0 ha.
Zwierciadło wody położone jest na wysokości 164,0 m n.p.m. Średnia głębokość jeziora wynosi 6,3 m, natomiast głębokość maksymalna 21,0 m lub 28 m.
W oparciu o badania przeprowadzone w 1994 roku wody jeziora zaliczono do II klasy czystości.